# Óxido de escândio(III)
Óxido de escândio(III) é o óxido de fórmula química Sc2O3.
Em 31 de dezembro de 2011, um quilograma do material, com pureza de 99,95%, era negociado a 7000 dólares americanos, o maior preço para óxidos de terras raras, quase o dobro do óxido de európio, a 3850 US$/kg.